# Premsendorf
Premsendorf ist ein Ort im Landkreis Wittenberg in Sachsen-Anhalt, Deutschland und wurde erstmals 1378 erwähnt.  Der Name des Ortes geht auf einen slawisch-deutschen Personennamen zurück und bedeutet „Dorf des Přemysl“.

## Geographische Lage

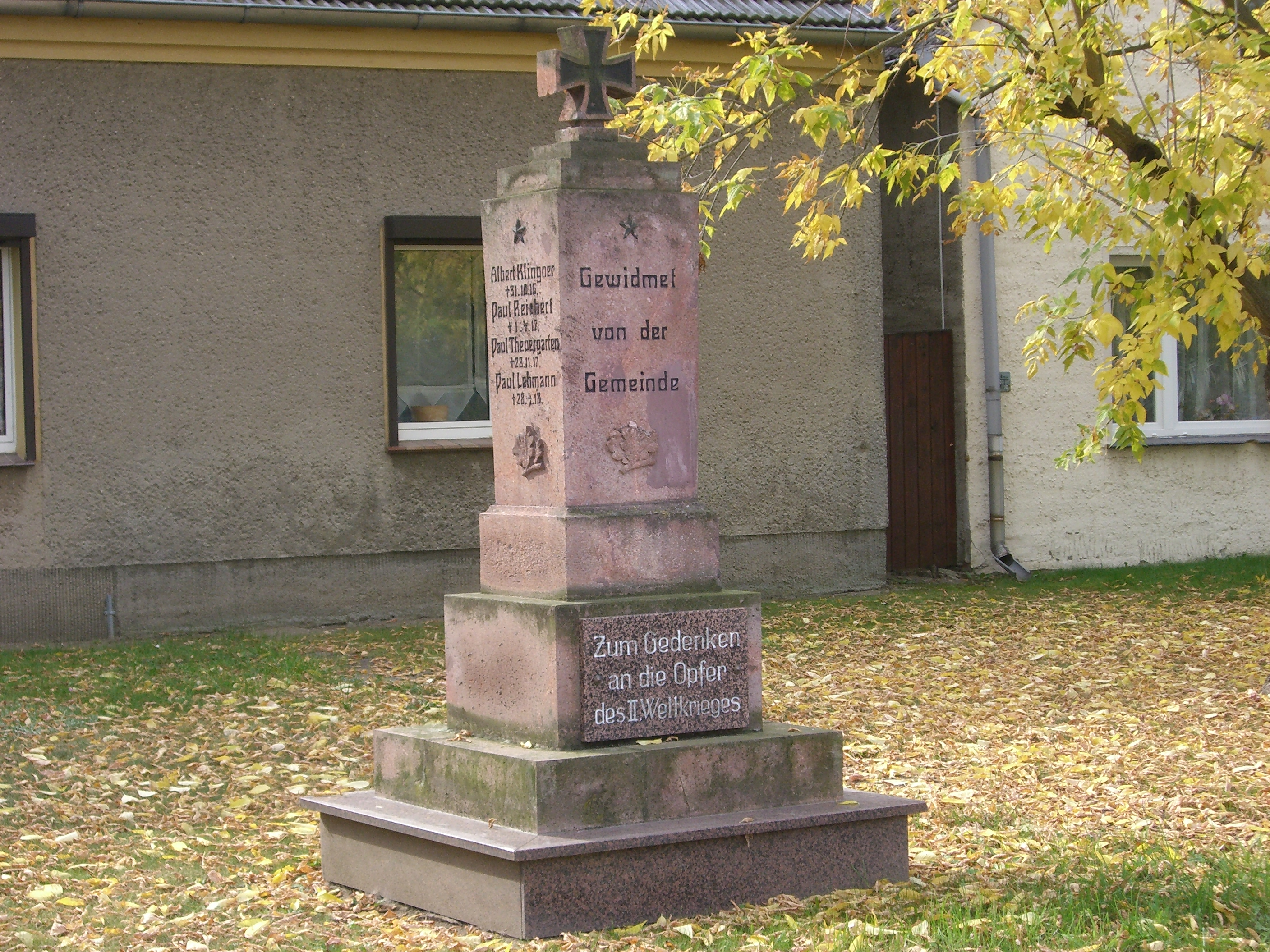
Kriegerdenkmal

Premsendorf liegt direkt an der Schwarzen Elster. Die Lutherstadt Wittenberg befindet sich ca. 42 km nordwestlich, etwa 8 km südöstlich des Ortes liegt Herzberg (Elster). Im Westen des Ortes erstreckt sich die etwa 619 km² ha umfassende Annaburger Heide.

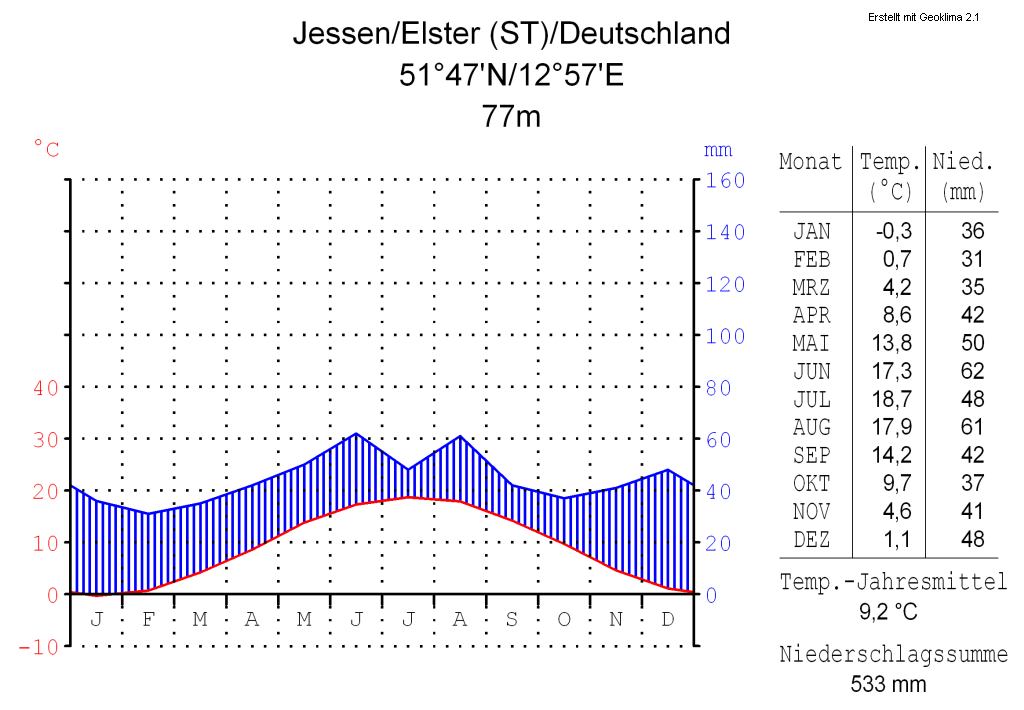

Premsendorf liegt in der kühl-gemäßigten Klimazone. Die nächsten Wetterstationen liegen westlich in Jessen (Elster) und östlich auf dem Flugplatz Holzdorf. Der Monat mit den geringsten Niederschlägen ist der Februar, der niederschlagsreichste der Juni. Die mittlere jährliche Lufttemperatur beträgt an der etwa 12 Kilometer westlich gelegenen Wetterstation Jessen 9,2 °C.

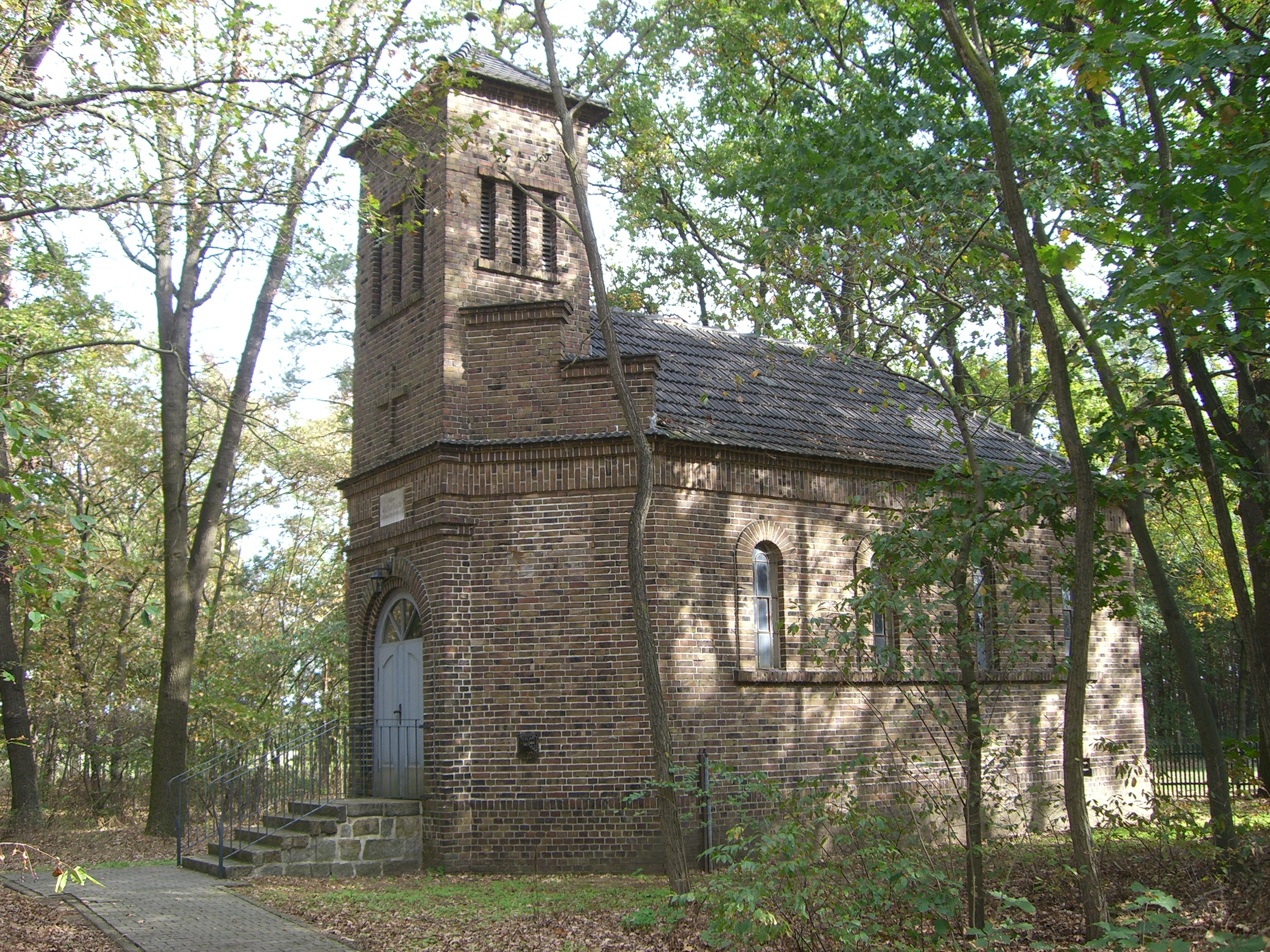
Kirche in Premsendorf

## Politik
Seit der Eingliederung von Premsendorf in die Stadt Annaburg ist der Ort ein Ortsteil der Stadt. Vertreten wird Premsendorf nach der Hauptsatzung der Gemeinde durch den Ortsbürgermeister und einen Ortsbeirat.
Ortsbürgermeister in Premsendorf ist gegenwärtig Georg Ciplik.

## Kultur und Sehenswürdigkeiten
Die kleine Backsteinkirche mit Turmaufsatz  wurde 1932 am Friedhof errichtet und steht unter Denkmalschutz. 
Ebenfalls unter Denkmalschutz stand die Eisenbahnbrücke Premsendorf über die Schwarze Elster, erbaut um 1911, die 2012/13 durch einen Neubau ersetzt wurde.
Das in der Ortsmitte befindliche Denkmal von 1926 erinnert mit zwei Tafeln an die Gefallenen der beiden Weltkriege.

## Freizeit und Tourismus
Infolge der Elsterregulierung entstand  in unmittelbarer Nähe zum Ort das Gewässer Rieke.  Der kleine Teich gilt seit umfangreichen Baumaßnahmen im Jahr 1975 als Naherholungszentrum. Für das kulturelle Leben im Ort sind der ansässige Kulturverein sowie die Freiwillige Feuerwehr verantwortlich. Im Gebäude des Deutschen Roten Kreuzes werden Kindern Möglichkeiten zur Ferien- und Freizeitgestaltung geboten. An Premsendorf führt der etwa 108 Kilometer lange Schwarze-Elster-Radweg entlang.

## Landschaft
Die Annaburger Heide erstreckt sich im Westen in Richtung Annaburg sowie südwestlich nach Herzberg (Elster). Es handelt sich hier um Sandflächen mit großen waldbestandenen Dünenkomplexen. Die Höhenunterschiede erreichen hier bis zu 26 m auf einem Niveau zwischen 75 und 101 m ü. NN. Die durch die Regulierung der Schwarzen Elster abgetrennten Altarme besitzen aus Sicht des Naturschutzes eine besondere Bedeutung. Erwähnenswert ist hier das Naturschutzgebiet Alte Elster und Rohrbornwiesen.

## Bildung
Die Schüler des Ortes werden zurzeit in die Grundschule Annaburg eingeschult. Ebenfalls in Annaburg befindet sich als weitere Bildungseinrichtung eine Sekundarschule die den Status einer Ganztagsschule hat. In Jessen (Elster) besteht die Möglichkeit ab der 5. Klassenstufe das Gymnasium zu besuchen. Die nächstgelegenen Kindertagesstätten befinden sich in Holzdorf(Elster) sowie in Annaburg. Seit dem Schuljahr 2011/2012 besteht außerdem die Möglichkeit, Kinder in die Evangelische Grundschule Holzdorf einschulen zu lassen.

## Medien
Als regionale Tageszeitung erscheint die Mitteldeutsche Zeitung. Kostenlos erscheinen wöchentlich die Anzeigenblätter Wochenspiegel und Super Sonntag. Monatlich gibt die Stadt Annaburg das Amtsblatt der Stadt Annaburg heraus.